# 1936 în televiziune
- 2 noiembrie: în Marea Britanie are loc inaugurarea postului oficial BBC, cu 12 ore de programe pe săptămână
- în acest an existau aproximativ 2.000 de televizoare la nivel mondial.